# Neumühl (Wies)
Neumühl war ein Gemeindeteil der damaligen Gemeinde Wies im Landkreis Miesbach.
Der Weiler lag am rechten, östlichen Ufer der Mangfall an der Gemarkungsgrenze zu Wall, heute Gemeinde Warngau, etwa 400 Meter westlich von Gasteig.

## Geschichte
Neumühl war Standort einer Papierfabrik von Chr. Aug. Müller. "Der ehemalige Weiler Neumühle sowie die Papierfabrik [...] wurden in den Jahren 1965 - 70 geräumt. Werk, Büro- und Wohngebäude wurden abgerissen, die Flächen rekultiviert [...]."

### Einwohnerentwicklung
In der Dokumentation zur Volkszählung 1871 wird der Ort als Einöde mit neun Einwohnern aufgeführt. Seit 1885 wurde der Ort als Fabrikort bezeichnet, damals mit 42 Einwohnern in drei Wohngebäuden. 1900 sind es 85 Einwohner in zwei Wohngebäuden, und 1925 acht Wohngebäude mit 159 Einwohnern. 1950 gab es in Neumühl 190 Einwohner in sechs Wohngebäuden, 1961 waren es 114 Einwohner in sechs Wohngebäuden. Bei der Volkszählung 1970 war der Ort unbewohnt.